# أندرتيل
أندرتيل (بالإنجليزية:Undertale) هي لعبة تقمص أدوار إنشأت من قبل المطور المستقل توبي فوكس.
يقوم اللاعب بالتحكم بطفل سقط إلى تحت الأرض وهو مكان يوجد تحت مساحة الأرض ومحاط بحاجز.
يقابل اللاعب طوال اللعبة وحوش ترغب في الخروج من سطح الأرض.
عندما تهاجم الوحوش اللاعب تتاح عدة خيارات له وهي مهاجمة الوحوش أو تركهم في سلام.
كل خيار تقوم به في اللعبة يغير الأحداث ويقودك لنهايات مختلفة.

## تقييم لعبة
| استقبال |                                      |
| --- | ------------------------------------ |
| مجموع النقاط المجموع نقاط ميتاكريتيك (PC) 92/100 [ 1 ] (PS4) 92/100 [ 2 ] (NS) 93/100 [ 3 ] نتائج المراجعة نشرة نقاط دستركتويد 10/10 [ 4 ] [ 5 ] غيم إنفورمر 9.5/10 [ 6 ] غيم سبوت 9/10 [ 7 ] جاينت بومب [ 8 ] آي جي إن 10/10 [ 9 ] بي سي غيمر (الولايات المتحدة) 91/100 [ 10 ] يو إس غيمر [ 11 ] |                                      |
| مجموع النقاط |                                      |
| المجموع | نقاط                                 |
| ميتاكريتيك | (PC) 92/100 (PS4) 92/100 (NS) 93/100 |
| نتائج المراجعة |                                      |
| نشرة | نقاط                                 |
| دستركتويد | 10/10                                |
| غيم إنفورمر | 9.5/10                               |
| غيم سبوت | 9/10                                 |
| جاينت بومب | [ 8 ]                                |
| آي جي إن | 10/10                                |
| بي سي غيمر (الولايات المتحدة) | 91/100                               |
| يو إس غيمر | [ 11 ]                               |

## طريقة اللعب
اللعبة هي لعبة تقمص أدوار تعتمد على التحكم بطفل وأثناء اللعبة يقوم اللاعب بالتحدث مع الوحوش والتعرف عليهم.
تهاجم الوحوش اللاعب طوال اللعبة فيضطر لقتالهم وذلك بأنه يتحكم بقلب وعليه جعله يتفادى الهجمات في دور الوحش وفي دور اللاعب تتاح له الخيارات التالية وهي «الهجوم» و «القيام بحدث» و «أخذ شيء» و «ترك الخصم».

## القصة
تبدأ القصة بأحداث قبل اللعبة تتمثل في حرب حدثت بين الوحوش والبشر وانتهت بفوز البشر، بعد هذه الحرب يتم نفي الوحوش تحت الأرض.
تدور أحداث اللعبة بعد سقوط طفل بشري من «جبل إيبوت» لتحت الأرض وبعد ذلك يتعرف الطفل على وحش على شكل زهرة يدعى فلاوي، يقوم فلاوي بتعليم الطفل البشري نظام اللعبة وكيفية زيادة «المستوى» عن طريق الحصول على «نقاط الخبرة» بقتل الوحوش، يهاجم فلاوي البشري للحصول على روحه ويخبره بأن يحصل على الطلقات البيضاء لكونها تنشر الصداقة، لاحقا يتضح كون فلاوي كذب على البشري وكانت تلك في الواقع مجموعة طلقات خطيرة ومن ثم تأتي وحشة تشبه الماعز تدعى توريال وتقوم بانقاذ البشري من فلاوي.
تقوم توريال بتعريف اللاعب على مكان يدعى «الرونز» وتقوم بتعليمه عن كيفية حل الألغاز والبقاء على قيد الحياة بدون قتل الوحوش وتقوم بتبنيه وتحاول منعه من الخروج لحمايته من ملك الوحوش الذي يدعى أسغور.
يقوم البشري بالذهاب من الرونز إلى مدينة ثلجية تدعى «سنودين» حيث يلتقي هيكل عظمي يدعى سانس وأخيه بابايرس، يخبر سانس البشري كون أخيه يرغب في اصطياد بشري ليقدمه للملك ولينظم للحرس الملكي فيقوم بابايرس برفقة سانس بتجهيز ألغاز للبشري.
يقوم البشري بلقاء بابايرس في معركة ومن ثم يتجاوزه ويواصل رحلته حيث يصل لمنطقة الشلالات.
بعد ذلك يلتقي البشري كل من أنداين رئيسة الحرس الملكي، ألفيس عالمة المملكة وميتاتون رجل آلي من صنع ألفيس ويكون لدى اللاعب الخيار بين قتلهم أو أن يرحمهم ويصبح صديق لهم. أثناء رحلته يكتشف البشري سبب الحرب بين الوحوش والبشر يتضح كون هناك بشري سقط قبله وأصبح صديق لأزريال، ابن توريال وأسغور، وقام كل من أسغور وتوريال بتبنيه ولكن ذات يوم تسمم الطفل البشري الأول من مجموعة ورود ومن ثم قام أزريال بالذهاب للبشر ليترك جثة الطفل البشري فقتلوه وأعلن أسغور الحرب على البشر. أسغور يرغب في تدمير حاجز من بناء البشر الذي يحتاج امتلاكه سبعة أرواح بشر وهو الآن يمتلك ستة أرواح.
نهاية اللعبة تعتمد على اختيارات اللاعب ، في حالة قتل بعض الوحوش وترك البعض الآخر يذهب البشري لقصر أسغور ويكتشف كونه يحتاج لأرواح الوحوش إضافة لأرواح البشر، قبل لقاءه لأسغور يلتقي البشري بسانس الذي يخبره بأن «المستوى» هو اختصار لمستوى العنف لاحقا يقاتل البشري أسغور ثم يأتي فلاوي ويقضي عليه ويحصل على أرواح البشر الستة ومن ثم يقاتل البشري، يفوز البشري على فلاوي ويستيقظ في جانب البشر من الحاجز ومن ثم يتصل به سانس ويخبره بالحالة التي أصبح عليها تحت الأرض.
في حالة عدم قتل البشري لأي وحش يكتشف كون فلاوي هو أزريال لكن محبوس في جسد زهرة ويحصل فلاوي على أرواح البشر وأرواح الوحوش ويتحول لأزريال ثم يهزمه البشري ويعيده لهيئة طفل ويقوم أزريال بكسر الحاجز ثم يقوم الوحوش بالخروج إلى سطح الأرض مع البشري ويتضح كون اسم البشري فريسك.
في حالة قتل البشري لكل الوحوش يوقفه سانس قبل الوصول لقصر أسغور ويقاتله ولكن يقوم البشري بقتله ويفقد السيطرة ويقتل أسغور وفلاوي مباشرة ويتضح أنه تم السيطرة عليه من أول بشرية تسقط تدعى كارا وتقوم كارا بتدمير الكون.

## وصلات خارجية
- أندرتيل على موقع IMDb (الإنجليزية)